# クルト・レーデル
クルト・レーデル（Kurt Redel, 1918年10月8日 - 2013年2月12日）は、ドイツの指揮者、フルート奏者。
レーデルは1945年までドイツ領であった生地のブレスラウ（現ポーランド領ウロツワフ）の音楽院で指揮、フルート、ヴァイオリン、作曲、音楽史を学び、1938年、20歳の時にマイニンゲン州立オーケストラの首席フルート奏者になった。同年、早くもザルツブルク・モーツァルテウム音楽大学で、教授職に就き、1941年にはミュンヘンのバイエルン国立オーケストラの首席に就任。1946年から1956年にかけて今日のデトモルト音楽大学の前身である北西音楽アカデミー教授としてフルートを教えた。彼の教え子にはカールハインツ・ツェラー、パウル・マイゼンがいる。
1952年にミュンヘン・プロ・アルテ室内管弦楽団を創設、音楽監督を務めた。数多くのコンサートを行い、1960年代にエラート・レーベルにバッハやハイドン、モーツァルトを数多くレコーディングし、レコード賞を受賞している。また20年間にわたり、自ら創設したルルド音楽祭を率いると同時に、ヨーロッパの重要なオーケストラとも共演した。彼の活動に対して、レコード大賞、パリ・オペラ座オルフェウス賞、エジソン賞、ドイツ連邦一等功労十字章が授与されている。
作曲家のマルティン・クリストフ・レーデルは彼の子息である（*1947年）。
| スタブアイコン | サブスタブ | この項目は、まだ閲覧者の調べものの参照としては役立たない、クラシック音楽に関連した書きかけの項目です。この項目を加筆・訂正などしてくださる協力者を求めています（P:クラシック音楽/PJ:クラシック音楽）。 |

| スタブアイコン | サブスタブ | この項目は、まだ閲覧者の調べものの参照としては役立たない、音楽関係者（バンド等）に関連した書きかけの項目です。この項目を加筆・訂正などしてくださる協力者を求めています（P:音楽/PJ:芸能人）。 |